# Анхелика Ривера
Анхелика Ривера Уртадо (на испански: Angélica Rivera Hurtado) е мексиканска актриса и Първа дама на Мексико. От 2010 г. до 2019 г. е съпруга на Енрике Пеня Нието, президент на Мексико в периода 2012 – 2018 г.

## Биография

### Личен живот
Анхелика Ривера е дъщеря на Мануел Ривас Руис и Мария Еухения Уртадо Ескаланте. Била е омъжена за мексиканския продуцент Хосе Алберто Кастро, с когото имат три дъщери. През 2008 г., след граждански развод, актрисата иска отмяна на брака и от католическата църква. През 2009 г. е обявен за невалиден.
На 27 ноември 2010 г. Анхелика Ривера се омъжва за губернатора на щата Мексико Енрике Пеня Нието. Церемонията е проведена в катедралата на град Толука. От този момент Ривера става първа дама на щата. Няколко дни по-късно, обявява, че се оттегля от актьорската дейност, за да „се посвети на съпруга и децата си“ Двойката има общо 6 деца – Паулина, Алехандро и Никол Пеня Претелини (от първия брак на Пеня Нието), и София, Фернанда и Рехина Кастро Ривера (от брака на Анхелика с Хосе Алберто Кастро).
На 30 март 2012 г. започва президентската кампания на Енрике Пеня Нието в различни части на Мексико, в която е придружен от съпругата си.
На 8 февруари 2019 г. Анхелика Ривера съобщава чрез социалните мрежи, че се развежда с Енрике Пеня Нието. На 2 май 2019 г. официално приключва разводът помежду им.

### Кариера
Анхелика започва кариерата си като модел, печелейки конкурса за красота Лицето на Мексико през 1987 г.
Като актриса дебютира през 1989 г. в теленовелата Dulce desafío.
Следващите теленовели, в които участва, са Просто Мария (1989) и Моя малка Соледад (1990), режисирани от Беатрис Шеридан, Да докоснеш звезда II (1991), Мечта за любов (1993), но голяма популярност получава с теленовелата Господарката (1995), в която изпълнява главната роля, партнира си с Франсиско Гаторно и Синтия Клитбо.
През 1997 г. получава главната роля в теленовелата Ураган. През 1998 г. Хосе Алберто Кастро ѝ поверява главната роля в теленовелата Анхела, където си партнира с Хуан Солер и Жаклин Андере.
През 2003 г. получава първата си главна отрицателна роля в теленовелата Тъмна орис, продуцирана от Салвадор Мехия.
През 2007 г. участва в теленовелата Дестилирана любов, където изпълнява ролята на „Чайката“, откъдето получава прякора си. След приключване на теленовелата Анхелика Ривера решава да се оттегли от актьорската сцена.
През 2025 г., след 18-годишно отсъствие, Анхелика Ривера се завръща към актьорската си кариера с теленовелата Със същия поглед, в която изпълнява главната роля.

## Първа дама на Мексико
На 1 декември 2012 г. съпругът ѝ Енрике Пеня Нието поема президентския пост на Съединените мексикански щати, с което Ривера става Първа дама на страната.
На 6 март 2013 г. Анхелика Ривера е назначена за председател на Гражданския консултативен съвет на Национална система за интегрално развитие на семейството, който заема до 30 ноември 2018 г.
През 2014 г., на официално посещение в Европа, президентската двойка посещава Франция, Испания и Светия престол. В Испания Анхелика Ривера е удостоена с Oрдена на Исабел Католическа.

## Филмография

### Телевизия
- Със същия поглед (2025) – Елоиса Обрегон
- Дестилирана любов (2007) – Тереса Ернандес Гарсия де Монталво „Чайката“ / Мариана Франко Виляреал
- Тъмна орис (2004) – Марсия Монтенегро
- Sin pecado concebido (2001) – Мариана Кампос Ортис
- Анхела (1998/99) – Анхела Белати / Анхела Бернал / Анхела Гаярдо Белати
- Ураган (1997/98) – Елена Роблес
- Господарката (1995) – Рехина Виляреал
- Мечта за любов (1993) – Исабел Гонсалес / Ерика де ла Крус
- Televiteatros (1993) – Лейди Уиндермере
- La pícara soñadora (1991) – Джована Карини
- Mujer casos de la vida real (1991)
- Да докоснеш звезда II (1991) – Силвана Велес
- Моя малка Соледад (1990) – Мариса Виясеньор
- Просто Мария (1989/90) – Исабела де Пенялберт
- Dulce desafío (1988/89) – Мария Инес

### Кино
- ¡Aquí esp-p-antan! (1993) – Габи

## Награди и номинации
Награди TVyNovelas
| Година | Категория                            | Теленовела           | Резултат   |
| ------ | ------------------------------------ | -------------------- | ---------- |
| 2008   | Най-добра актриса в главна роля      | Дестилирана любов    | Печели     |
| 2004   | Най-добра актриса в отрицателна роля | Тъмна орис           | Печели     |
| 2002   | Най-добра актриса в главна роля      | Sin pecado concebido | Номинирана |
| 1996   | Най-добра актриса в главна роля      | Господарката         | Номинирана |
| 1996   | Най-добро женско откритие            | Господарката         | Печели     |
| 1994   | Най-добро женско откритие            | Мечта за любов       | Номинирана |
| 1991   | Най-добра млада актриса              | Моя малка Соледад    | Номинирана |

Награди El Heraldo de México
| Година | Категория         | Теленовела   | Резултат   |
| ------ | ----------------- | ------------ | ---------- |
| 1998   | Най-добра актриса | Ураган       | Номинирана |
| 1996   | Най-добра актриса | Господарката | Номинирана |

Награди Palmas de Oro (2004)
| Категория                            | Теленовела | Резултат |
| ------------------------------------ | ---------- | -------- |
| Най-добра актриса в отрицателна роля | Тъмна орис | Печели   |

Награди ACE (Ню Йорк)
| Година | Категория         | Теленовела | Резултат   |
| ------ | ----------------- | ---------- | ---------- |
| 2005   | Най-добра актриса | Тъмна орис | Номинирана |

Награди Bravo (Мексико) 2008
| Категория         | Теленовела        | Резултат |
| ----------------- | ----------------- | -------- |
| Най-добра актриса | Дестилирана любов | Печели   |

TV Adicto Golden Awards
| Година | Категория         | Теленовела        | Резултат |
| ------ | ----------------- | ----------------- | -------- |
| 2007   | Най-добра актриса | Дестилирана любов | Печели   |
| 2007   | Най-добра двойка  | Дестилирана любов | Печели   |

## Почетни отличия
- Голям кръст на Ордена на Исабел Католическа (Кралство Испания, 6 юни 2014)[13]
- Голям кръст на Ордена на Карлос III (Кралство Испания, 19 юни 2015)[14]